# 빌 맥커천
빌 매커천(Bill McCutcheon, 1924년 5월 23일 ~ 2002년 1월 9일)은 미국의 배우이다.

## 영화
- 운명의 칵테일 (1990년)
- 튠 인 투모로우 (1990년)
- 철목련 (1989년) - 오웬 역
- 패밀리 비지니스 (1989년)
- 강력범 (1979년)
- W.W. 앤 딕시 댄스킹 (1975년)
- 스툴리 (1974년)
- 비바 맥스 (1969년)
- 산타클로스 더 컨커스 마티언스 (1964년)